# Ото I (Пфалц-Мозбах)
Вижте пояснителната страница за други личности с името Ото I.
Ото I (на немски: Otto I von Pfalz-Mosbach; * 24 август 1390, Мозбах; † 5 юли 1461, Райхенбах) от фамилията Вителсбахи, е пфалцграф на Пфалц-Мозбах (1410 – 1448), Пфалц-Ноймаркт (1448) и Пфалц-Мозбах-Ноймарк (1448 – 1461).

## Живот
Той е най-малкият син на курфюрста и римско-немския крал Рупрехт III (1352 – 1410) и бургграфиня Елизабет Хоенцолерн (1358 – 1411), дъщеря на бургграф Фридрих V от Нюрнберг и съпругата му маркграфиня Елизабет от Майсен и Тюрингия.
Пфалцската линия на Вителсбахите се разделя след смъртта на курфюрст Рупрехт III фон дер Пфалц през 1410 г. на четири линии. Ото I основава линията Пфалц-Мозбах.
Ото I се жени през 1430 г. за принцеса Йохана Баварска (1413 – 1444), дъщеря на Хайнрих XVI от Бавария, херцог на Бавария-Ландсхут.
През 1448 г. умира племенникът му Христоф III бездетен и Ото наследява негововото пфалцграфство Пфалц-Ноймаркт и така се образува пфалцграфството Пфалц-Мозбах-Ноймаркт. След смъртта на брат му курфюрст Лудвиг III фон Пфалц (1378 – 1436) той е опекун на племенника си Лудвиг IV (1424 – 1449).

## Деца
Ото I и Йохана имат децата:
- Маргарета (1432 – 1457), жена на граф Райнхард III фон Ханау
- Амалия (1433 – 1483), жена на Филип I фон Ринек „Стари“, граф фон Ринек, Грюнсфелд, Лауда и Вилденщайн
- Ото II Математик (1435 – 1499), пфалцграф и херцог фон Пфалц-Мозбах-Ноймаркт
- Рупрехт I (1437 – 1465), администратор на епископство Регенсбург
- Доротея (1439 – 1482), настоятелница (приореса) на манастир Либенау
- Албрехт (1440 – 1506), епископ на Страсбург
- Анна (* 1441), настоятелница на манастир Химелскрон
- Йохан фон Пфалц-Мозбах (1443 – 1486), пробст в Майнц, Шпайер и Аугсбург
- Барбара (1444 – 1486), монахиня в манастир Либенау (Вормс).